# Viengsay Valdésová
Viengsay Valdésová Herrerová (* 10. listopadu 1976 Havana) je kubánská baletka.
Vyrůstala v Laosu a na Seychelách, kde byl její otec velvyslancem. Její jméno Viengsay znamená v laoštině „vítězství“. Tančit začala v devíti letech na baletní škole Aleja Carpentiera, přestože trpěla astmatem a alopecií. Pak vystudovala Národní uměleckou školu v Havaně, kde byla její učitelkou byla Alicia Alonsová, získala zde cenu pro nejlepší studentku. V roce 1993 byla Valdésová oceněna na festivalu Vignale in Danza v Itálii. Debutovala v představení Majísimo v Teatro Apolo v Güira de Melena. V sedmnácti letech nastoupila do Kubánského národního baletu, kde se v roce 1995 stala sólistkou a v roce 2003 primabalerínou. Časopis Dance Magazine ji v roce 2024 zařadil mezi 25 největších světových talentů.
Ztvárnila titulní role v baletech Giselle, Coppélia, Carmen a Romeo a Julie, tančila také v Labutím jezeře, Louskáčku a Korzárovi. Jejími partnery na scéně byli Thiago Soares, Leonid Sarafanov a Carlos Acosta. Pravidelně vystupovala na mezinárodní baletním festivalu v Havaně, zúčastnila se také pekingského baletního festivalu a akce Etoiles du Ballet 2000 v Cannes. V roce 2008 tančila Kitri v Minkusově Donu Quijotovi před pyramidami v Gíze. Hostovala také v kodaňském Královském divadle a ve washingtonském Kennedyho centru. Spolupracovala s britským režisérem Sebastianem Doggartem na představení Balance of Ice, k němuž složil hudbu Andrew Staniland. V Gran Teatro de La Habana vystupovala s členy londýnského Královského baletu. Carlos Tablada o ní napsal biografickou knihu De Acero y Nube.
Po smrti Alicie Alonsové v roce 2019 byla Viengsay Valdésová jmenována její nástupkyní ve funkci umělecké ředitelky Kubánského národního baletu. V roce 2020 jí byla v Amalfi udělena cena Positano a v roce 2023 byla porotkyní cen Benois de la danse v Moskvě.